# Junior Enterprise
Een Junior Enterprise is een lokale non-profitorganisatie die volledig door studenten wordt geleid, met als doel om de studenten kennis te laten maken met het bedrijfsleven en met ondernemerschap.

## Geschiedenis
De eerste Junior Enterprise werd opgericht in Frankrijk in 1967 en inmiddels zijn er meer dan 280 in heel Europa. In Nederland werd in 1987 de eerste Junior Enterprise opgericht in Eindhoven, genaamd UniPartners. Inmiddels zijn er twaalf UniPartners-vestigingen door heel Nederland, gevestigd in alle universiteitssteden (Amsterdam, Delft, Eindhoven, Groningen, Leiden, Maastricht, Nijmegen, Rotterdam, Twente, Utrecht en Wageningen). In Vlaanderen is er sinds 2007 ook een Junior Enterprise, namelijk AFC (Academics For Companies). Sinds 2018 is ook Junior Consulting, geleid door studenten van de Universiteit Hasselt, een Junior Enterprise. In Europa is JADE – de Europese Confederatie van Junior Enterprises – een overkoepelende non-profitorganisatie van verenigingen. Momenteel bestaat het JADE-netwerk uit veertien nationale Confederaties en Raadgevende Leden (landen waar minder dan drie Junior Enterprises aanwezig zijn). Over het algemeen zijn meer dan 20.000 studenten betrokken bij het Junior Enterprise-netwerk in Europa, verdeeld over 280 Junior Enterprises.
Een Junior Enterprise functioneert als een academisch adviesbureau. Master-studenten en derdejaars bachelorstudenten kunnen via een Junior Enterprise opdrachten aannemen uit het bedrijfsleven die aansluiten bij hun opleiding. Op die manier kunnen ze op professionele basis praktische studie-ervaring opdoen en kennismaken met het bedrijfsleven. Anderzijds laat het bedrijven kennismaken met de potentie van studenten en kunnen zij door de non-profitbasis van de organisatie hun projecten met een aantrekkelijke prijs-kwaliteitverhouding laten uitvoeren. Junior Enterprises zijn doorgaans gelieerd aan universiteiten.
Een Junior Enterprise werkt in de eerste plaats in het belang van ondernemende studenten en wordt ook door studenten bestuurd. Het bestuur omvat in de meeste gevallen een voorzitter, een secretaris, een penningmeester, een acquisitie-manager, een publicrelationsmanager en een humanresourcesmanager.